# Hexestrol
Hexestrol (INN) (früher deutsch Hexöstrol; auch bekannt als Hexanestrol, Hexoestrol und Dihydrodiethylstilbestrol), ist ein synthetisches, nicht-steroidales Östrogen der Stilbestrolgruppe in Bezug auf Diethylstilbestrol, das zur Behandlung von Hypoöstrogenismus verwendet wurde, aber heute nicht mehr medizinisch verwendet wird.

## Stereoisomerie
Hexestrol besitzt zwei gleichartig substituierte Stereozentren, folglich gibt es drei Stereoisomere, die (R,R)-Form, die (S,S)-Form (auch als Sinestrol bezeichnet) und die meso-Form.
Isohexestrol oder DL-Hexestrol bezeichnet unspezifisch die (R,R)-Form, (S,S)-Form oder ein Gemisch aus beiden.
| Isomere von Hexestrol |                              |                 |                |
| Name                  | (R,R)-Hexestrol              | (S,S)-Hexestrol | meso-Hexestrol |
| Andere Namen          |                              | Sinestrol       |                |
| Andere Namen          | Isohexestrol DL-Hexestrol    |                 |                |
| Strukturformel        |                              |                 |                |
| CAS-Nummer            | 53625-22-2                   | 29555-62-2      | 84-16-2        |
| CAS-Nummer            | 5776-72-7 [(R,R) oder (S,S)] |                 |                |
| CAS-Nummer            | 5635-50-7 (unspez.)          |                 |                |
| EG-Nummer             | –                            | –               | 201-518-1      |
| EG-Nummer             | 227-082-2 (unspez.)          |                 |                |
| ECHA-Infocard         | –                            | –               | 100.001.380    |
| ECHA-Infocard         | 100.024.621 (unspez.)        |                 |                |
| PubChem               | 273497115                    | 688058          | 192197         |
| PubChem               | 234907 [(R,R) oder (S,S)]    |                 |                |
| PubChem               | 3606 (unspez.)               |                 |                |
| Wikidata              |                              | Q61807120       | Q27461267      |
| Wikidata              | Q27285317 [(R,R) oder (S,S)] |                 |                |
| Wikidata              | Q5896882 (unspez.)           |                 |                |

## Gewinnung und Darstellung
Hexestrol ist ein synthetisches hydrogeniertes Derivat von Diethylstilbestrol. Durch Hydrierung der Dimethylether von Diethylstilbestrol oder Pseudodiethylstilbestrol und anschließender Demethylierung entsteht das meso-Isomer, das stärker wirkt als das Isomerengemisch. Ebenfalls möglich ist die Darstellung durch Hydrierung von 4,4′-Dihydroxydiphenylhexadien, durch Reaktion von Ethylmagnesiumbromid mit Anisaldazin und anschließender Demethylierung oder ausgehend von p-Hydroxypropiophenon.
Hexestrol-Dimethylether kann ausgehend von Anetholhydrobromid durch Reaktion mit einer Grignard-Reagenz in Gegenwart eines Cobalt-, Nickel- oder Eisenhaliden gewonnen werden.

## Eigenschaften
Hexestrol ist ein weißer geruch- und geschmackloser Feststoff, der praktisch unlöslich in Wasser ist. Er ist bei Raumtemperatur relativ stabil.

## Sicherheitshinweise
Hexestrol ist als krebserzeugend bekannt.

## Markennamen
Synestrol, Synoestrol, Estrifar, Estronal, Hormoestrol, zahlreiche weitere. Die Präparate sind nicht mehr im Handel.